# Henrique Soares da Costa
Henrique Soares da Costa (Penedo, 11 de abril de 1963-Recife, 18 de julio de 2020) fue un obispo católico brasileño. Fue obispo de la diócesis de Palmares entre 2014 y 2020.

## Biografía
Hijo de Lourival Nunes de la Costa y Maria Francisca Tereza Soares de la Costa. Cursó los estudios primarios en las ciudades de Junqueiro y Maceió. En 1981 ingresó en el seminario de Maceió y, en 1984 se graduó en Filosofía por la Universidad Federal de Alagoas. En el periodo de 1985 a 1989 fue novicio en el Monasterio de San Benito, en la ciudad de Río de Janeiro, y en el Monasterio Trapista de Nuestra Señora del Nuevo Mundo en Curitiba.
Regresó en 1990 al seminario de Maceió, donde ingresó sus estudios en la facultad de Teología. El año siguiente, fue para Roma y concluyó sus estudios en la Pontificia Universidad Gregoriana, con máster en Teología Dogmática.
Fue ordenado sacerdote el 15 de agosto de 1992. Como sacerdote, fue rector de la Iglesia de Nuestra Señora del Libramiento, en Maceió, de 1994 a 2009 fue profesor de teología en el Seminario Provincial de Maceió y en el Curso de Teología del Centro de Estudios Superiores de Maceió; también fue profesor en el Instituto Franciscano de Teología, en la ciudad de Olinda, y en el Instituto Sedes Sapientiae, en Recife.
Fue miembro del Consejo Presbiteral de la arquidiócesis de Maceió, del Cabildo Metropolitano y del Colegio de Consultores; aún fue vicario episcopal para los Laicos y coordinador de la Comisión de Formación Política y responsable por los diáconos permanentes y por la escuela diaconal arquidiocesana.
El 1 de abril de 2009, el papa Benedicto XVI lo nombró obispo auxiliar de la arquidiócesis de Aracaju con la sede titular de Acufida. Fue ordenado obispo el día 19 de junio de 2009, por Antônio Muniz Fernandes, arzobispo de Maceió.
El día 19 de marzo de 2014, el papa Francisco lo nombró obispo de la diócesis de Palmares.

## Muerte
El día 4 de julio de 2020, fue ingresado en el Hospital Memorial San José, en Recife, con un cuadro grave de crisis respiratoria provocado por la COVID-19. Posteriormente, el día 18 de julio de 2020, murió a los 57 años de edad, víctima de complicaciones con la enfermedad. Su cuerpo, en consonancia con las informaciones de la diócesis, fue llevado a su ciudad natal, Palmares.
Un día después del fallecimento, el alcalde de Maceió, Rui Palmeira, prestó condolencias a la familia y decretó luto oficial en memoria al obispo entre el 20 y el 23 de julio. La diócesis de Palmares realizó una misa exequial a las 10 horas del día 19 de julio, que debido a la COVID-19, solo contó con la participación de obispos, sacerdotes, diáconos y la familia de Henrique. Su cuerpo fue sepultado en la Catedral Diocesana de Nuestra Señora de la Concepción de los Montes.